# Impatiens undulata
Impatiens undulata är en balsaminväxtart som beskrevs av Yi Ling Chen och Y.Q. Lu. Impatiens undulata ingår i släktet balsaminer, och familjen balsaminväxter. Inga underarter finns listade i Catalogue of Life.